# Benedict Iroha
Benedict Iroha (né le 29 novembre 1969 à Aba) est un footballeur nigérian au poste de défenseur.
Il était l'arrière gauche des Super Eagles, l'équipe du Nigeria, avec laquelle il a remporté la CAN 1994 et disputé les coupes du monde 1994 et 1998.

## Carrière de joueur
- 1990 :  Iwuanyanwu Nationale
- 1991-1992 :  ASEC Mimosas
- 1992-1996 :  Vitesse Arnhem
- 1996-1997 :  San Jose Clash
- 1997 :  DC United
- 1997-1998 :  Elche CF
- 1998-2000 :  Watford

## Carrière d'entraîneur
- 2000-2006 :  FC Dallas (juniors)
- 2007 :  Nigeria moins de 17 (adjoint)
- 2007-2008 :  Dolphin FC
- 2009- :  Heartland FC (entraîneur puis adjoint)